# Петропавловский уезд (Акмолинская область)
Петропавловский уезд — административная единица в составе Омской области (1822—1838), Акмолинской области, Омской области (1918—1919), Омской губернии и Акмолинской губернии. Центр — город Петропавловск. До 1898 года назывался Петропавловский округ.

## Административное деление
| Казахское название волостей                           | Русское название волостей | Численность |       |
| ----------------------------------------------------- | ------------------------- | ----------- | ----- |
|                                                       |                           | аулов       | юрт   |
| Андагулрысай-койлинская (Атагаевского рода)           | Петропавловская           | 10          | 1813  |
| Бабасановская (Атагаевского рода)                     | Таинчинская               | 8           | 1016  |
| Чога-бабасановская (Атагаевского рода)                | Полуденная                | 7           | 1149  |
| Именалы-киреевская (Киреевского рода)                 | Становская                | 9           | 1554  |
| Самай-киреевская (Киреевского рода)                   | Пресновская               | 10          | 1828  |
| Матакай-сибан-киреевская (Киреевского рода)           | Пресногорьковская         | 9           | 1397  |
| Джанысары-уваковская (Караул-уваковского рода)        | Средняя                   | 7           | 967   |
| Бшгдалы-бар-якши-үваковская (Караүл-үваковского рода) | Кушмурунская              | 9           | 1097  |
| Итого по Петропавловскому уезду:                      |                           | 69          | 10821 |

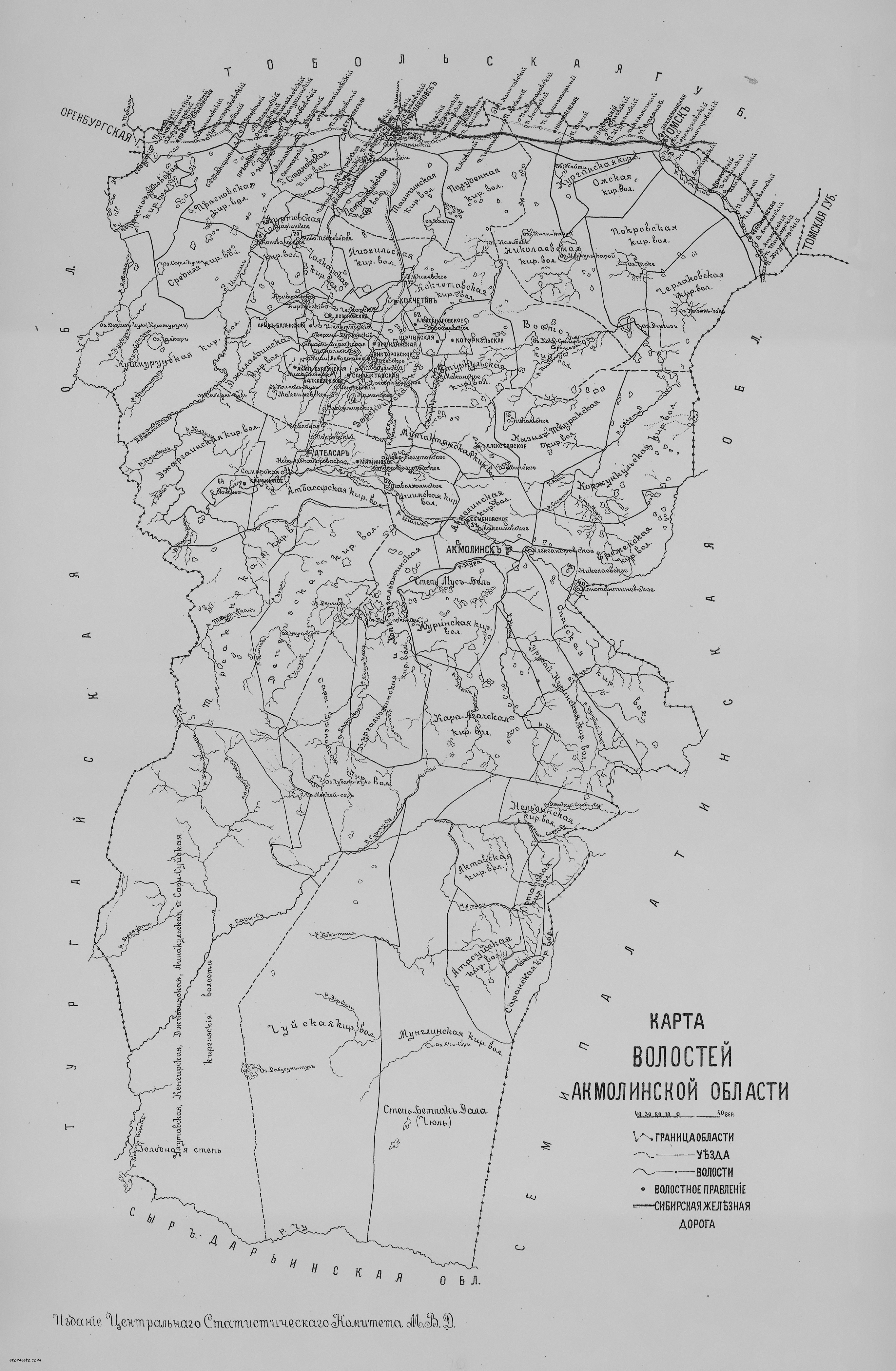
Карта волостей Акмолинской области 1893 года

В 1913 году в уезде было 18 волостей и 6 станиц: 
1. Ананьевская волость,
2. Благовещенская волость,
3. Всесвятская волость,
4. Дмитриевская волость,
5. Ильинская волость,
6. Крещенская волость,
7. Макарьевская волость,
8. Михайловская волость,
9. Николаевская волость,
10. Ново-Покровская волость,
11. Полтавская волость,
12. Раевская волость,
13. Рясская волость,  (центр — с. Ново-Покровское),
14. Семипольская волость,
15. Троицкая волость,
16. Успенская волость,
17. Фёдоровская волость,
18. Явленская волости и станицы Вознесенская, Лебяжья, Ново-Рыбинская, Петропавловская, Пресногорьковская, Пресновская[2].

В 1926 году волостей было 16: Булаевская волость, Бейнеткорская (центр — с. Полтавское), Интернациональная (центр — с. Мамлютка), Кызыль-Гаскарская (центр — п. Казпоселок), Ленинская (центр — с. Богодуховка), Образцовая (центр — с. Явленское), Пресновская волость, Тонкерыйская (центр — аул Вак), Трудовая (центр — г. Петропавловск), Урицкая (центр — с. Мариинское), Пресногорьковская волость, Бостандык-Туусская (центр — аул Агаш-Урун), Кызыл-Туусская (центр — аул Шарыкпай), Добровольская волость, Степановская волость, Черлакская.

## История
Петропавловский округ в составе Омской области существовал в 1822—1838 годах. Вновь был образован в составе Акмолинской области в 1868 году. В 1898 году был переименован в Петропавловский уезд. В 1918 году Акмолинская область стала именоваться Омской областью, а в 1919 — Омской губернией. В 1921 году Петропавловский уезд был передан в Акмолинскую губернию Киргизской АССР, в составе которой и оставался до своего упразднения в 1928 году.

## Население
По данным переписи 1897 года в уезде проживало 155,1 тыс. чел. В том числе казахи — 44,5 %; русские — 36,7 %; украинцы — 13,1 %; татары — 4,3 %. В городе Петропавловске проживало 19 688 чел.
Аргыны — 39 % в казахском населении (атыгай, карауыл)..